# Katedrala u Leónu (Nikaragva)
Katedrala u Leónu, punog naziva Kraljevska obnovljena bazilikalna katedrala Uznesenja Blažene Djevice Marije u Leónu (španjolski: Real e Insigne Basilica Catedral de la Asuncion de la Bienaventurada Virgen Maria), je katedrala u gradu Leónu i jedna od najznamenitijih građevina u Nikaragvi. Izgrađena od 1747. do 1814. godine prema planu gvatemalskog arhitekta Diega Joséa, ona predstavlja eklektični prijelaz iz barokne arhitekture u neoklasicizam, te se odlikuje skromnim unutrašnjim ukrasima i snažnimm prirodnim osvjetljenjem. U katedrali se nalaze sjajni spomenici kao što je raskošno ukrašen svod svetišta u kojemu se nalazi flamanski oltar iz 14. stoljeća i 14 slika križnih postaja nikaragvanskog umjetnika Antonia Sarrije s početka 20. stoljeća. 
Zbog toga je Katedrala u Leónu upisana na UNESCO-ov popis mjesta svjetske baštine u Sjevernoj Americi 2011. godine kao „izvanredan primjer spajanja različitih umjetničkih stilova iz Španjolske koje su izveli lokalni umjetnici s lokalnim odlikama i materijalima”. 
Katedralu je posvetio papa Pio IX. 1860. godine kao najveću katedralu Srednje Amerike i njena biskupija se protezala od Tegucigalpa (glavni grad današnjeg Hondurasa) na sjeveru, do Paname na jugu (tzv. en tierra firme, tj. „vatrena zemlja”), te je bila najveća u Latinskoj Americi. 
Odlikuje se kvadratičnim tlocrtom, sličnim kao kod katedrala u Limi i Cuzcou (Peru), te ima pet brodova odvojenih širokim arkadama na čvrstim stubovima križnog presjeka, dok se na sjecištu glavnog broda i transepta uzdiže velebna kupola. Unutrašnjost je široka, prozračna i osvijetljena velikim lučnim prozorima, a pročelje je dovršeno u neoklasicističkom stilu s dva masivna, ali niska, bočna tornja koji završavaju s krovom u obliku kineskih pagoda. Robusna arhitektura prostrane građevine debelih, i ne baš visokih, zidova (tzv. Antigua Guatemala stil) je u skladu sa seizmološki jako aktivnim područjem.